# Virginijus Sinkevičius
Virginijus Sinkevičius (Vílnius, 4 de novembre de 1990) és un economista i polític lituà, comissari europeu de Medi Ambient des de 2019. Ha estat membre del Seimas de la República de Lituània i ministre d'Economia i Innovació. Parla lituà com a llengua materna, així com anglès, rus i polonès.

## Trajectòria
El 2009, es va graduar al Salomėja Nėris Gymnasium de Vílnius. Després, va continuar els seus estudis a la Universitat d'Aberystwyth de Gal·les, on va llicenciar-se en Ciències Econòmiques i Socials el 2012. El 2013 va fer un màster en Estudis Europeus a la Universitat de Maastricht.
Del 2012 al 2015 va ser autor i editor del portal de notícies Lithuania Tribune. Del 2015 al 2016 va ser el coordinador del projecte de concessió dels aeroports lituans. El 2016 va ser cap del Grup per a la millora d'inversió en medi ambient a l'empresa pública Invest Lithuania. El 2017 va completar el curs de Política Digital a la Universitat d’Oxford.
El 2016 va ser elegit membre del Parlament lituà per la circumscripció unipersonal de Šeškinė, al nord de Vílnius. El 27 de novembre de 2017 va ser nomenat ministre d'Economia i, després de la reorganització del Ministeri d'Economia, va passar a ser ministre d'Economia i Innovació. El 22 d’agost de 2019, el Parlament lituà va aprovar la seva nominació com a comissari europeu.
El 2018, Sinkevičius va ser inclòs a la llista dels 100 joves polítics més influents del món pel lloc web Apolitical.